# تاريخ بومباي في ظل الحكم البرتغالي (1534–1661)

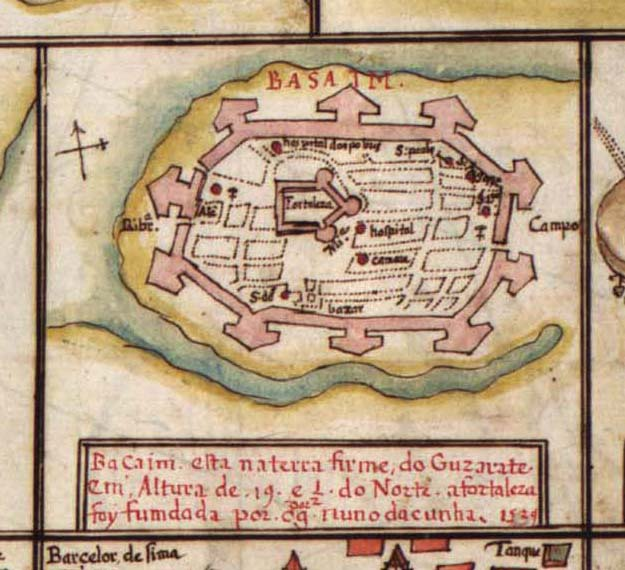
خريطة باسين (حوالي 1539) ، بُنيت بأمر من نونو دا كونها ، حاكم غوا (1528-1538)

بومباي، التي تسمى اليوم مومباي، العاصمة المالية والتجارية للهند وواحدة من أكثر المدن اكتظاظًا بالسكان في العالم. عند وصول البرتغاليين إليها، كانت بومباي الحالية أرخبيلًا من سبع جزر. بين القرن الثالث قبل الميلاد وعام 1348، أصبحت الجزر تحت سيطرة السلالات الهندوسية المتعاقبة. ضم الحكام المسلمون في غوجارات، الذين كانوا يحكمون ثين وفاساي الحاليتين لعدة عقود، الجزر عام 1348، لتحكمها فيما بعد سلطنة غوجارات منذ عام 1391 حتى عام 1534. تزايد قلق السلطان بهادور شاه من سلطة الإمبراطور المغولي همايون، فوقّع مجبرًا على معاهدة باسين مع الإمبراطورية البرتغالية في 23 ديسمبر من العام 1534. وفقًا للمعاهدة، عُرضت جزر بومباي السبع ومدينة باسين الاستراتيجية القريبة وتوابعها على البرتغاليين، وسُلّمت الأراضي في وقت لاحق، في 25 أكتوبر 1535.
شارك البرتغاليون بفاعلية في تأسيس طوائفهم الدينية وإنمائها في بومباي. أطلقوا على الجزر أسماء مختلفة، وأُجّت بعضها للعديد من الضباط البرتغاليين خلال فترة حكمهم. بنوا العديد من الكنائس في المدينة، من أبرزها كنيسة القديس ميخائيل في ماهيم وكنيسة القديس يوحنا المعمدان في انديري، وكنيسة القديس أندروز في بيكولا، كما بنى البرتغاليون العديد من التحصينات حول المدينة مثل قلعة بومباي وكاستيلا دي أجوادا وحصن ماده. كان البريطانيون في صراع دائم مع البرتغاليين وتنافسوا على الهيمنة على بومباي مدركين اهمية مينائها الطبيعي الاستراتيجية وعزلتها الطبيعية عن الهجمات البرية.
بحلول منتصف القرن السابع عشر، أجبرت القوة المتنامية للإمبراطورية الهولندية البريطانيين على الحصول على محطة في غرب الهند. في 21 مايو من العام 1662، وضعت معاهدة زواج تشارلز الثاني ملك إنجلترا وكاثرين من براغانزا، ابنة الملك جواو الرابع ملك البرتغال، بومباي في يد الإمبراطورية البريطانية، كجزء من مهر كاثرين لتشارلز. حتى بعد المعاهدة، ظلت بعض القرى في بومباي تحت السيطرة البرتغالية، لكن البريطانيين استحوذوا على العديد منها في وقت لاحق.

## وصول البرتغاليين

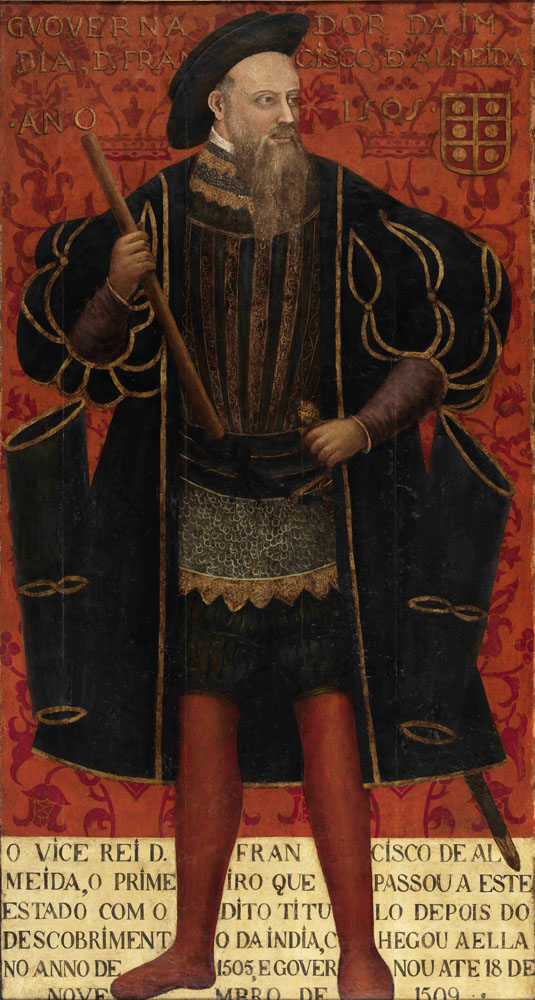
كان فرانسيسكو دي ألميدا أول جندي برتغالي يبحر عبر ميناء بومباي عام 1508

بين القرن الثالث قبل الميلاد وعام 1534 ميلادي، أصبحت الجزر تحت سيطرة السلالات المتعاقبة: مورياس (القرن الثالث قبل الميلاد - حوالي 185 قبل الميلاد)، ساتافاهاناس (حوالي 185 قبل الميلاد - 250 م)، أبهيراس وفاكاتاكاس (250 م - أوائل القرن الخامس ميلادي)، كالاتشوريس (القرن الخامس)، كونكان مورياس (القرن السادس وأوائل القرن السابع)، تشالوكياس (في وقت لاحق من القرن السابع)، راشتراكوتاس (منتصف القرن الثامن)، سيلهراس (منذ عام 810 حتى 1260)، يادافاس (أواخر القرن الثالث عشر - عام 1348)، حكام غوجارات المسلمين (1348-1391) وسلطنة غوجارات (1391-1534). عند وصول البرتغاليين، كانت بومباي تحت حكم السلطان بهادور شاه من سلطنة غوجارات، وكانت أرخبيلًا من سبع جزر: جزيرة بومباي  وجزيرة باريل ومازاجون وماهيم  وكولابا ووورلي وجزيرة المرأة العجوز (المعروفة أيضًا باسم ليتل كولابا). تقع مجموعة جزر سالسيت شرقي بومباي، ويفصل بينها خليج ماهيم. كانت المدن الإستراتيجية الهامة الواقعة بالقرب من بومباي هي باسين (باشيم) من الشمال، وثانا من الشرق وشاول من الجنوب.
وصل البرتغاليون لأول مرة إلى الساحل الغربي للهند عندما هبط المستكشف البرتغالي فاسكو دا جاما في كاليكوت عام 1498. عززوا قوتهم على مدى عدة سنوات بعد وصولهم إلى الهند في شمال كونكان، واسسوا موطئ قدم قوي في جوا، والتي استولوا عليها من سلطان بيجابور في عام 1510. أبحرت سفينة المستكشف البرتغالي فرانسيسكو دي ألميدا من ميناء بومباي في ديسمبر 1508 في رحلته الاستكشافية من كانانور إلى ديو. زار البرتغاليون الجزر لأول مرة في 21 يناير 1509، عندما هبطوا في ماهيم بعد الاستيلاء على سفينة لسلطنة غوجارات.